# 3712 Kraft
3712 Kraft eller 1984 YC är en asteroid i huvudbältet som upptäcktes den 22 december 1984 av de båda amerikanska astronomerna Arnold R. Klemola och Eugene A. Harlan vid Lick observatoriet. Den har fått sitt namn efter den amerikanske astronomen Robert Paul Kraft.
Asteroiden har en diameter på ungefär 11 kilometer.